# カウボーイビリー
カウボーイビリー（生年月日不詳 - ）は、日本のプロレスラー。かつてKAIENTAI DOJOに所属していた。カウボーイビリーはリングネームで、本名は非公開であった。ギミック上オレゴン出身のカウボーイを名乗っていた。パルプンテの一員としてKAIENTAI DOJOを主戦場に戦っていた。現在失踪中である。（理由は不明）

## 経歴
2003年5月24日DJニラを相手にデビュー。新人ながら6分29秒両者リングアウトと先輩相手に健闘した。
負けたチームのうち1人がプエルトリコ追放のロス・クワトロ・タバスコスvsパルプンテの対抗戦が2003年5月に開催され2勝1負1分でタバスコスが勝利した。敗者であるパルプンテのX No.5がプエルトリコへ旅立ち姿を消したが、なぜかカウボーイビリーもその日以来姿を消す。
カウボーイビリーの余ったポートレートは福袋などで配布された。現在はKAIENTAI DOJO近くの中華料理屋「ときわ苑」にて貴重な姿を見る事が出来る。

## テレビ出演
- THIS IS KAIENTAI DOJO（GAORA）